# Skeppsholmen

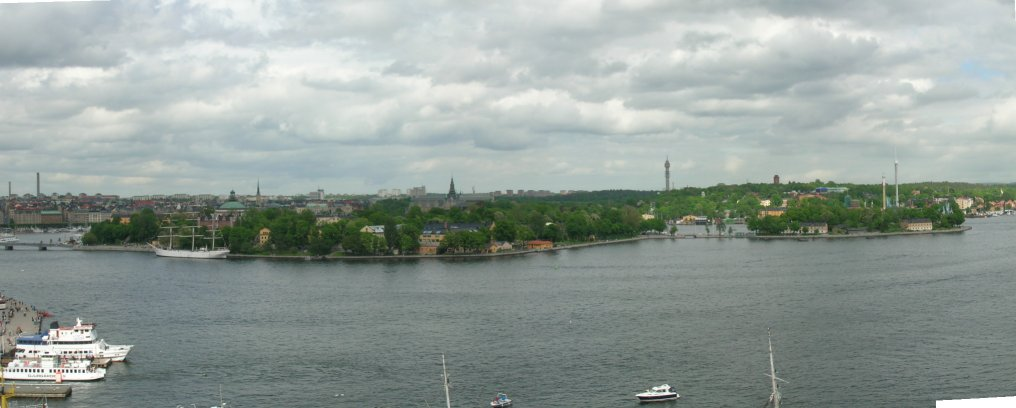
Skeppsholmen

Skeppsholmen (svédül: Hajós-sziget) Stockholm egyik szigete. Blasieholmennel és Kastellholmennel hidak kötik össze. Stratégiailag fontos helyen, a Balti-tenger bejáratánál fekszik, hagyományosan nagyon sok katonai létesítményt építettek rá. Manapság elvesztette katonai jelentőségét. A szigeten van az Östasiatiska Muséet (kelet-ázsiai múzeum) és a Nordregio területfejlesztési kutatóintézet központja is. A szigeten évente megrendezett stockholmi jazz fesztivál nagy népszerűségnek örvend.